# 凯文·迪隆拉姆
凯文·迪隆拉姆（1997年9月11日—），泰国足球运动员，司职后卫。現效力於马来西亚超级足球联赛球会雪兰莪，也代表泰国国家足球队。

## 荣誉

### 俱乐部
泰港
- 泰国足总杯冠军：2019

### 国家队
泰国U-23
- 东南亚运动会金牌：2017